# Miguel Ángel Britos
Miguel Britos, właśc. Miguel Ángel Britos Cabrera (ur. 17 lipca 1985 w Montevideo) – urugwajski piłkarz występujący na pozycji obrońcy. Od 2015 roku zawodnik Watfordu.
Jest wychowankiem klubu Fénix Montevideo. W 2006 roku trafił do Juventud Las Piedras. Rok później stał się piłkarzem Montevideo Wanderers. W barwach tego klubu rozegrał dwa mecze w rozgrywkach Copa Libertadores. W lipcu 2008 roku przeszedł do włoskiej Bolonii FC za 4 miliony euro. W Serie A zadebiutował 21 września 2008 roku w meczu z Fiorentiną (0:1). W debiutanckim sezonie 2008/2009 w 14 meczach zdobył jedną bramkę. W następnym sezonie wystąpił w 23 meczach, lecz nie zdobył w nich żadnego gola. W 2011 roku przeszedł do SSC Napoli.

## Statystyki
| Sezon     | Klub                 | Kraj    | Liga                      | Liga  | Liga | Puchar Krajowy                        | Puchar Krajowy | Puchar Krajowy | Rozgrywki kontynentalne             | Rozgrywki kontynentalne | Rozgrywki kontynentalne | Łącznie | Łącznie |
| Sezon     | Klub                 | Kraj    | Rozgrywki                 | Mecze | Gole | Rozgrywki                             | Mecze          | Gole           | Rozgrywki                           | Mecze                   | Gole                    | Mecze   | Gole    |
| --------- | -------------------- | ------- | ------------------------- | ----- | ---- | ------------------------------------- | -------------- | -------------- | ----------------------------------- | ----------------------- | ----------------------- | ------- | ------- |
| 2005      | Fénix                | Urugwaj | Primera División Uruguaya | 2     | 0    | -                                     | -              | -              | -                                   | -                       | -                       | 2       | 0       |
| 2005/2006 | Fénix                | Urugwaj | Primera División Uruguaya | 10    | 0    | -                                     | -              | -              | -                                   | -                       | -                       | 10      | 0       |
| 2006/2007 | Juventud             | Urugwaj | Segunda División Uruguaya | 33    | 3    | -                                     | -              | -              | -                                   | -                       | -                       | 33      | 3       |
| 2007/2008 | Montevideo Wanderers | Urugwaj | Primera División Uruguaya | 12    | 1    | -                                     | -              | -              | Copa Libertadores                   | 2                       | 0                       | 14      | 1       |
| 2008/2009 | Bologna FC           | Włochy  | Serie A                   | 14    | 1    | Puchar Włoch                          | 2              | 0              | -                                   | -                       | -                       | 16      | 1       |
| 2009/2010 | Bologna FC           | Włochy  | Serie A                   | 23    | 0    | Puchar Włoch                          | 1              | 0              | -                                   | -                       | -                       | 24      | 0       |
| 2010/2011 | Bologna FC           | Włochy  | Serie A                   | 34    | 3    | Puchar Włoch                          | 0              | 0              | -                                   | -                       | -                       | 34      | 3       |
| 2011/2012 | SSC Napoli           | Włochy  | Serie A                   | 11    | 1    | Puchar Włoch                          | 2              | 0              | -                                   | -                       | -                       | 13      | 1       |
| 2012/2013 | SSC Napoli           | Włochy  | Serie A                   | 22    | 0    | Puchar Włoch                          | 1+1            | 0              | Liga Europy UEFA                    | 3                       | 0                       | 27      | 0       |
| 2013/2014 | SSC Napoli           | Włochy  | Serie A                   | 18    | 1    | Puchar Włoch                          | 1              | 0              | Liga Mistrzów UEFA Liga Europy UEFA | 2 3                     | 0                       | 24      | 1       |
| 2014/2015 | SSC Napoli           | Włochy  | Serie A                   | 19    | 1    | Puchar Włoch                          | 4              | 0              | Liga Europy UEFA                    | 12                      | 0                       | 35      | 1       |
| 2015/2016 | Watford              | Anglia  | Premier League            | 24    | 0    | Puchar Ligi Angielskiej Puchar Anglii | 1              | 0              | -                                   | -                       | -                       | 26      | 0       |
| 2016/2017 | Watford              | Anglia  | Premier League            | 27    | 1    | Puchar Anglii                         | 2              | 0              | -                                   | -                       | -                       | 29      | 1       |
| 2017/2018 | Watford              | Anglia  | Premier League            | 12    | 0    | -                                     | -              | -              | -                                   | -                       | -                       | 12      | 0       |
| 2018/2019 | Watford              | Anglia  | Premier League            | 3     | 0    | Puchar Anglii                         | 3              | 0              | -                                   | -                       | -                       | 6       | 0       |
| Łącznie   | Łącznie              | Łącznie | Łącznie                   | 264   | 12   |                                       | 18+1           | 0              |                                     | 22                      | 0                       | 294     | 12      |